# Mandalgov'
Mandalgov’ (in mongolo Мандалговь) è una città della Mongolia, capoluogo della provincia del Dundgov’, e si trova nel distretto (sum) di Sajncagaan. Aveva, nel 2000, una popolazione di 14.517 abitanti. Dista 300 km dalla capitale Ulan Bator.